# Гоффман, Фридрих
Фридрих Гоффман (1797—1836) — немецкий геолог, вулканолог; профессор Берлинского университета. Он был пионером геологических исследований Северо-Западной Германии.

## Биография
Родился 6 июля 1797 года в Велау (Восточная Пруссия). Переехал в Берлин, где его отец с 1810 года возглавил статистическое бюро. Посещая Фридрихсвердерскую гимназию, интересовался коллекционированием растений и животных. В 1813—1814 годах участвовал в освободительной войне, прошёл от Дрездена до Парижа.
Затем сдал в Берлине экзамен на аттестат зрелости и начал изучать медицину в Берлине, но в 1815 году вновь был призван в армию. С 1819 года он учился в Гёттингене, где под влиянием Фридриха Гаусмана обратился к геологии и минералогии, изучать которую продолжил в Берлинском университете у Вейса. В 1820 года он начал изучать геологию региона Гарц, Гельголанда и других районов северной (гипсовые горы Шлезвиг-Гольштейна) и центральной Германии. Результаты исследований были опубликованы в 1823 году. Работа привлекла внимание Леопольда фон Буха и Александра фон Гумбольдта, которые поддержали его хабилитацию в Галле в 1823 году. В 1824 году он стал адъюнкт-профессором в Галльского университета и продолжил свои геологические исследования северо-западной Германии, результаты которых привёл в книге, опубликованной в 1830 году.
В 1828—1833 годах он изучал вулканы в Италии; познакомился в Риме со швейцарским геологом Арнольдом Эшером фон дер Линтом. В 1831 году наблюдал извержение Везувия, а также за образованием вулканического острова Фердинандея у берегов Сицилии. Он также наблюдал извержение Стромболи и составил геологическую карту Сицилии.
По возвращении в Германию в 1834 году он стал адъюнкт-профессором в Берлине и читал лекции по геологии и её истории, вулканам и землетрясениям, палеонтологии, гидрографии и физической географии.
Умер 6 февраля 1836 года в Берлине от хронической болезни. Его лекции и рассказы о путешествиях по Италии были опубликованы посмертно.